# Draba juvenilis
Draba juvenilis är en korsblommig växtart som beskrevs av Vladimir Leontjevitj Komarov. Draba juvenilis ingår i släktet drabor, och familjen korsblommiga växter. Inga underarter finns listade i Catalogue of Life.